# Поллак, Дэниэл
Дэниэль Поллак (англ. Daniel Pollack; род. 1935, Лос-Анджелес) — американский пианист и педагог; профессор.

## Биография
Поллак начал заниматься на фортепиано в 4 года, и уже в 9 лет дебютировал на большой сцене с Оркестром Нью-Йорка. Выпускник Джульярдской Школы, класса Розины Левиной. После этого окончил Венскую академию музыки, под руководством Бруно Зайдельхофера.
Первой серьёзной победой Поллака стало восьмое место на первом конкурсе имени Чайковского (1958). После этого он много лет выступал в Советском Союзе с концертами и стал первым американским исполнителем, чьи записи выпустила фирма «Мелодия». Позже его записи были переизданы в различных лейблах, в том числе для Коламбиа Рекордс.
Выступал с концертами в Северной Америке, Европе, Азии, Южной Америке и Африке. В США работал с Нью-йоркской филармонией, филармоническим Оркестром Лос-Анджелеса, симфоническим Оркестром Балтимора, Оркестром Миннесоты, симфоническим Оркестром Сан-Франциско; в Европе с королевским филармоническим Оркестром Лондона и Бергена.
Является очень востребованным в качестве члена жюри на конкурсах пианистов. Несколько раз был членом жюри на международном Конкурсе имени Чайковского в Москве, Конкурсе Королевы Елизаветы в Брюсселе и в иных конкурсах.
Профессор Торнтонской школы музыки Университета Южной Калифорнии в Лос-Анджелесе.